# УС-П
УС-П (сокр. от Управляемый Спутник Пассивный, индекс ГРАУ — 17Ф17, также УС-ПУ и EORSAT) — серия советских и российских спутников пассивной радиотехнической разведки. Спутники этой серии входят в состав системы глобальной морской космической разведки и целеуказания МКРЦ «Легенда».
Эти спутники были разработаны в Реутовском НПО машиностроения, переданы в ленинградское производственное объединение «Арсенал», где производились и модернизировались. Масса аппарата — 3,3 т. Высота рабочей орбиты — 420 км при наклонении 65°. Источник тока — солнечные батареи. Аппарат был принят на вооружение ВМФ в 1978 году. Примерная стоимость УС-П — 10 млн руб.
Первый спутник этой серии был запущен 24 декабря 1974 года под кодовым именем «Космос-699».
Список недавних спутников УС-П:
- 3 ноября 1994 — «Космос-2293», сошел с орбиты 13 мая 1996 года.
- 8 июня 1995 — «Космос-2313».
- 20 декабря 1995 — «Космос-2326», имел на борту научную аппаратуру «Конус-А» для исследования всплесков космического гамма-излучения по международной программе «Конус - WIND», прекратил работу 8 ноября 2007 года.
- 11 декабря 1996 — «Космос-2335», завершил работу 23 декабря 1998 года.
- 21 декабря 2001 — «Космос-2383», прекратил работу 20 марта 2004 года.
- 28 мая 2004 года — «Космос-2405» («Космос-2407»), прекратил работу в апреле 2006 года.
- 25 июня 2006 года — «Космос-2421», после вывода на орбиту одна из солнечных батарей не раскрылась, в виду чего спутник не смог выполнять возложенные на него задачи. По данным НАСА спутник разрушился 14 марта 2007 года на 300 обломков, министерство обороны РФ опровергло эту информацию заявив, что спутник был выведен из эксплуатации в установленном порядке и продолжает находиться на орбите.

## Применение
Данная система пассивной радиотехнической разведки использовалась в СССР для наведения на цели противокорабельных ракет, запускаемых с Ту-22М3.